# Rustlers on Horseback
Rustlers on Horseback è un film del 1950 diretto da Fred C. Brannon.
È un western statunitense con Allan Lane, Eddy Waller e Roy Barcroft.

## Produzione
Il film, diretto da Fred C. Brannon su una sceneggiatura di Richard Wormser, fu prodotto da Gordon Kay, come produttore associato, per la Republic Pictures e girato dal 15 luglio a fine luglio 1950. Il titolo di lavorazione fu Fightin' with Kit Carson. Gli effetti speciali, coordinati da Howard Lydecker e Theodore Lydecker, furono realizzati dalla Consolidated Film Industries. La musica è firmata da Stanley Wilson.

## Distribuzione
Il film fu distribuito negli Stati Uniti dal 23 ottobre 1950 al cinema dalla Republic Pictures. È stato distribuito anche in Brasile con il titolo O Rancho da Discórdia.

## Promozione
Le tagline sono:
- DRAMA OF LAND THIEVES...and how a western frontier Marshal Stopped Them!
- Smoking Six-Guns Settle A Score... As "Rocky" Blasts His Way Out Of A Killer Trap!